# Bertrando Savelli

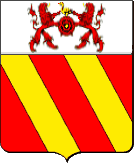
Stemma famiglia Savelli

Bertrando Savelli (... – 1222 circa) è stato un cardinale italiano della Chiesa cattolica, nominato da papa Innocenzo III, nel 1212.

## Biografia
Di Bertrando, alias Bertrand, alias Bertino, non si conosce nessun dato anagrafico se non che appartenne alla nobile e antica famiglia dei Savelli.
Fu nominato cardinale il 18 febbraio del 1212 da papa Innocenzo III con il titolo di San Giorgio in Velabro. Secondo il de Novaes nel 1219 ebbe il titolo di Santi Giovanni e Paolo (vedi note1 e 2).
Fu legato in Francia. Partecipò al conclave del 16 luglio 1216 in cui Cencio Savelli, suo parente, fu eletto papa con il nome di Onorio III.
Morì nel 1222 circa al suo rientro in Italia dalla Spagna dove era stato legato pontificio. Papa Onorio III lo ricordò come "uomo di grande probità, di eminente scienza, potente nelle parole e nelle opere".